# Mokume-Gane

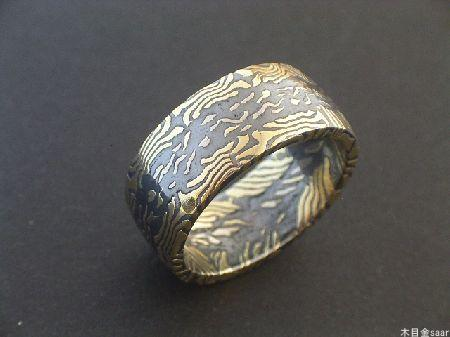
Mokume-Gane-Damast-Ring mit aufwendiger Musterung sowie fugenlos.

Mokume-Gane (jap. 木目金) ist eine Schmiedetechnik, die ihren Ursprung in Japan um 1600 hat. Je nach vorliegender Quelle kann auch ein Jahr um 1700 benannt sein, ausgehend von der Annahme, dass Denbei Shoami der Erfinder von Mokume-Gane ist.

## Herstellungsweise
Der Name charakterisiert das typische Aussehen der Schmiedeteile. Mokume (木目, wörtlich „Holzaugen“) bedeutet „Holzmaserung“ und Kane (金) bedeutet „Metall“. Parallel dazu entstanden sind noch Itame-Gane (板目金, augenförmige Musterung) und Masame-Gane (正目金, parallele Musterung). Die ergänzte Bezeichnung Mokume-Gane-Damast rührt von der europäisch geprägten sichtbaren Kreuz-Musterung her, hierbei handelt es sich aber um einen europäischen Neologismus.
Das Ausgangsmaterial für diese Techniken, auch als Schichtblock bezeichnet, entsteht aus dünnen Metallplatten, die durch Schmieden miteinander verschweißt werden wie bei der Herstellung von Damaszener Stahl. Bei Mokume-Gane werden bevorzugt Metalle und Metalllegierungen kombiniert, die anschließend ein möglichst kontrastreiches Muster ergeben. Wichtig ist, dass die verwendeten Metalle ähnliche physikalische Eigenschaften wie Härte und Schmelztemperatur besitzen, da das Verschweißen der Metallplatten kurz unterhalb der Schmelztemperatur erfolgt. Typische Legierungen in japanischen Schmiedearbeiten sind z. B. Shakudō, Shibuichi und Kuromidō. Gold und Silber wurden anfangs selten verwendet, da die genannten Legierungen vorgezogen wurden. Ein modernes Material europäischen Ursprungs stellt Corinthium aes dar. Wenn der Schichtblock hergestellt ist, erhält er durch vielfältige Weiterverarbeitung mit verschiedensten Schmiede-, Ätz- und Gravierungstechniken sein individuelles Muster.
Auf Grund der hoch entwickelten Schmiedetechnik und der guten Verfügbarkeit farbiger Metalllegierungen verbreitete sich die Mokume-Gane-Technik damals sehr weitläufig in Japan. In der heutigen Zeit wird diese sehr aufwändige und teure Schmiedetechnik nur noch von wenigen Gold- und Silberschmieden verwendet, um individuelle Schmuckstücke herzustellen, wobei sie seit 2004 im deutschen Markt verstärkt (neu-)entdeckt und aufgegriffen wird.

## Bekanntheitsgrad

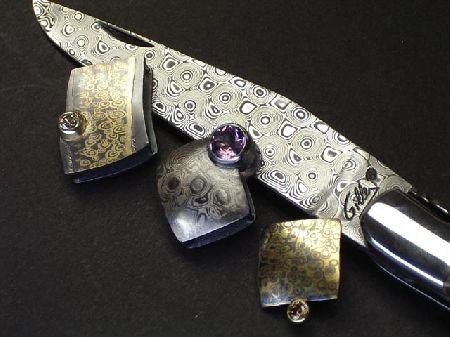
Subjektiv: schöner und edler Brieföffner aus Mokume Gane. Intersubjektiv: als Messer nutzlos, da nicht schnitthaltig und nicht fest.

Mokume Gane war außerhalb Japans so gut wie unbekannt, wobei man die Gründe hierfür generell in „inner-japanische“ und „europäische“ Faktoren trennen kann.
Zum einen war Japan bis 1853 eine fast vollkommen isolierte Insel. Wissen und Können japanischer Handwerker und Künstler zählten zu den am besten gehüteten Geheimnissen des Reiches – vor allem gegenüber den Ausländern (Gaijin). Zum anderen war Mokume-Gane eng verknüpft mit alten Traditionen, vor allem Schmiedetraditionen der Samurai-Schwerter, also den Katanas, Wakizashis und Tantōs, wo die ansprechenden Metallmuster Verwendung bei der Gestaltung der Tsuba, des Handschutzes (bei Tantos ohne Tsuba), den Dekorelementen unter der Griffwicklung, den Menuki und natürlich des Griffabschlusses fanden.
Gründe ohne japanischen Kontext waren die in den westlichen Ländern einsetzende Industrialisierung, die auch im Schmuckbereich fortschritt, und die mit einer Neudefinierung der Produktionsziele hin zu Massenware, einherging, was dazu führte, dass die Produktionsprozesse schnell, rationell und billig sein mussten. Zum anderen setzte der Westen im Zuge der allgemeinen Verbesserung von Waffen auf Damast-Stahl (auch: Damaszener Stahl). Dieser ist extrem fest und schnitthaltig, dabei aber auch flexibel und bruchsicher. Mokume-Gane, das aus Nichteisen-Metallen besteht, taugt weder für Klingen noch für Gewehrläufe.

## Mokume-Gane(-Damast)

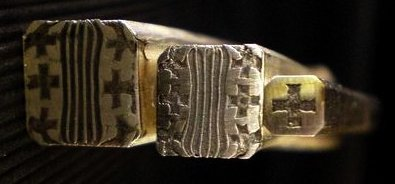
Kreuz-Damast – im Beispiel aus Mujodogane

Das Schichten und Verschweißen mehrfarbiger geschichteter Nichteisen-Metalle ist bei den beiden Techniken grundsätzlich gleich, jedoch unterscheidet sich die anschließende Weiterverarbeitung.

Durch diese entstehen bei der Technik des Mokume-Gane durch Aufbrechen der Oberfläche und anschließendes Schmieden Bleche mit unregelmäßigen Mustern, die man auch als Augenmuster bezeichnet. Bei der Technik des Mokume-Damast, auch als Mokume-Gane-Damast bezeichnet, werden hingegen nach dem Verschweißen, Tordieren (Verdrehen) und Schmieden der geschichteten Metalle zunächst Stäbe hergestellt, die anschließend weiter verarbeitet werden. Im Gegensatz zu Mokume-Gane entsteht hier bei der Weiterverarbeitung ein regelmäßiges Muster, ähnlich den Maserungen des Damaststahls und die daher bekannte Kreuzmaserung.

## Geschichte
Eine der ästhetischen Wurzeln für die Mokume Gane Technik stellt Tsuishi, eine chinesische Lacktechnik mit Linienmustern (Guri) dar, die wesentlich älter ist. Bei dieser Lacktechnik werden durch Einkerbungen in dicke Schichten verschiedenfarbiger Lacke Muster, häufig linienförmig, erzeugt.
Im 17. Jahrhundert entwickelte Schwertschmiedemeister Denbei Shaomi (* 1651, † 1728) in der nordwestjapanischen Präfektur Akita (Japan) die ersten kunstvollen Beschläge für Schwertgriffe, die der Technik des Mokume-Gane entsprechen, indem er Bleche aus Gold, Silber, Shakudo und Kupfer durch Feuerschweißen miteinander verband. Die dabei entstandenen Muster ähneln denen bei klassischen Lackarbeiten und damasziertem Stahl. Denbei Shaomi wird häufig in Artikeln und Seminaren als Erfinder von Mokume-Gane benannt, wobei eine Verifizierung durch Quellen, dass er tatsächlich der Erste war und vor allem auch der Namensgeber, noch zu erbringen ist. So wird Denbei Shaomi im Essay „Mokume Gane Damast als Beispiel japanischer Entwicklungslinien“ nicht als der Erfinder, sondern vielmehr als einer von mehreren Männern charakterisiert, die in der kompletten Entwicklungszeit des Mokume-Gane eine der finalen Entwicklungsstufen der klassischen japanischen Schmiedetechniken verkörpern. Tamagawa Norio ist ein Mokume-Gane-Hersteller, der den Titel lebender Nationalschatz Japans trägt.

## Entwicklung außerhalb Deutschlands und Japans
Hiroko Sato und Gene Pijanowski beschäftigten sich seit 1960 in den USA mit Lagenmetallen, wobei es sich noch um schichtweise verlötete Bleche handelte. Ob aus Absicht oder Zufall lernten beide in Japan das dort traditionell verwendete Mokume-Gane kennen und eigneten sich die notwendigen technischen Grundkenntnisse an, die sie im Verlauf weiterentwickelten und das Anwendungsfeld von Mokume-Gane auf Geräte und Schmuck ausdehnten. Um 1970 entwickelte der Amerikaner George Sayer Barren aus gelöteten Metallschichten, eine Entwicklung, die von Steven D. Kretchmer, der ebenfalls aus den USA stammte und dort 1980 das Verfahren von Hiroko Sato und Gene Pijanowski kennengelernt hatte, mit der Entwicklung von stempelfähigen, gut zu verarbeitenden Gold-Mokume-Gane-Legierungen ohne Lot, vorantrieb. Mit zu den ersten europäischen Mokume-Gane-Schmieden zählt die Fachliteratur Alistar McCullum, England, der sich seit 1978 mit Mokume-Gane zu beschäftigen begann, sowie die Niederländerin Birgit Laken, die die Technik bei Alistar McCullum erlernte und danach eigene Weiterentwicklungen, vor allem in künstlerischer Sicht betrieb.

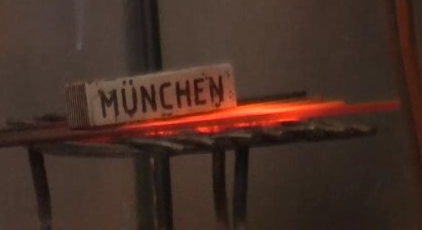
Bei Erhitzung im Mujodogane-Block erscheinender Schriftzug "München"

## Entwicklung in Deutschland
Die Integration von asiatischen Elementen erfolgt auch bei vielen Gold- und Silberschmieden, zum einen zur Erschließung neuer Marktsegmente, zum anderen durch die Rückbesinnung von Massenware zu hochqualitativen Einzelstücken, teils aus handwerklicher Leidenschaft, teils aus Gründen der Gewinnoptimierung. Durch den wachsenden Bedarf an vorgefertigtem Material bieten mit Stand 2008 die meisten Anstalten für Edelmetallhalbzeuge Bleche, Bänder, Rohre, Drähte, Stangen und Gusswerkstoffe im Mokume-Gane-Segment an.
Der Mokume-Gane-Trend bei zahlreichen Schmieden in Deutschland wurde maßgeblich seit 2004 durch die Firma Schichtwerk mit ausgelöst und durch C. Hafner und deren Präsentation der Schichtwerk-Module auf der Inhorgenta 2005 forciert, was man deutlich an der Anzahl der deutschen Mokume Gane Damast Schmieden festmachen kann und der ersten sich formierenden Vereinigungen.
Seit 2003 bieten ausländische Schmiede wie Chaix und Pijanowski für die Niedrigpreissegmente verschiedene Silber-Blöcke an, was durch einige deutsche Anbieter zur Zeit der steigenden Edelmetallpreise aufgriffen. Ein selbständiger deutscher Ansatz wurde 2007 durch die, trotz des japanisch klingenden Namens, Neuentwicklung des saarländischen Goldschmiedemeisters Markus Eckardt Mujodogane umgesetzt, immer noch mit dem Ziel die Kosten im Bereich Schichtblöcke deutlich zu reduzieren, wobei aber sein Hauptaugenmerk zusätzlich auf einem variablen Farbkontrast und der Sicherung einer guten handwerklichen Verarbeitbarkeit durch die Beimengungen lag. Durch die Silber-Silber-Legierungen, insbesondere aber durch Mujodogane, lassen sich die wesentlich teureren weißen Schmuckmetalle wie Weißgold, Palladium und Platin optisch vollständig ersetzen, ohne dass es zu Einbußen bei den handwerklichen Schritten kommt. Mokume-Blöcke aus Silber stellen nur im Bereich Mokume-Gane etwas Neues dar, da sich die Schmiede anfangs an der ursprünglichen, japanischen Tradition des Metall-Buntmetall-Blockes orientierten. Durch die steigenden Rohstoffpreise im Bereich Edelmetalle wurde aber zwangsläufig ein Buntmetallersatz für das Niedrigpreissegment notwendig. Bei Schneegold-, einer Weiß-/Graugoldlegierung, können die Blöcke zwar Silber enthalten, gehören aber dem Mittel- bis Hochpreissegment an.
Durch Einsatz von hydraulischen Pressen und des Diffusionsschweißverfahrens begannen deutsche Mokume-Gane-Künstler seit 2006 auch mit den nicht-traditionellen Metallen Eisen und Titanium für Mokume Gane zu experimentieren. Die Entwicklung hat ihren Ursprung in den USA bei den Mokume-Gane-Künstlern Binnion & Chaix, 2002. Für Titan spricht, dass sich bei vielen Buntmetallen durch die Bildung einer lichtdurchlässigen Oxydschicht in Verbindung mit Heißkorrosion ein Schillereffekt erzeugen lässt und somit durch die Lichtbrechung in diesen Schichten unterschiedliche Farbglänze entstehen, bei Kupfer etwa ein violetter Glanz. Dabei sind die entstehenden Farben aber nicht so differenziert wie dies durch das Anodisieren von Titan der Fall ist.
2015 erschien die erste wissenschaftliche Untersuchung des Lehrstuhls für Werkstoffkunde (WKK) der Technischen Universität Kaiserslautern, in der die Wirkungsweise der Herstellungsmethoden Feuer- und Diffusionsschweißen und deren Auswirkungen auf das Metallgefüge von Mokume Gane untersucht wurde.

## Chinesisches Mokume-Gane
Seit 2007 gibt es einige chinesische Betriebe, die Mokume-Schichtblöcke vertreiben. Diese entsprechen aber meist nicht den europäischen Vorstellungen von Mokume-Gane, da bei dem Herstellungsprozess oftmals Lot benutzt wird. Auch wird bei der Herstellung Eisen und/oder fast reines Kupfer verwendet.
Bei der Yǎn-Jīng-Serie (chinesisch 眼睛 – „Auge“) werden Mokume-Gane-ähnliche Strukturen entweder häufig nur eingeritzt und diese Linien anschließend mit Lot gefüllt. Die Erstproduktion erfolgte in einem chinesisch-französischen Joint Venture im Jahr 2006. Der heutige Hauptproduktionsstandort des Yǎn-Jīng-Schmuckes (primär: Ringe, Kettenanhänger) liegt in der Nähe von Shanghai. Weitere Anbieter für Mokume-Gane-Halbzeug und -endprodukte findet man, Stand 2008, an mehreren Produktionsstandorten in ganz China.
Der Vorteil bei den meisten chinesischen Produkten im Segment Mokume-Gane ist der recht günstige Preis, der Nachteil – vor allem bei der Weiterverarbeitung – das verwendete Grundmaterial.
Neben den oben genannten Abweichungen gibt es aber natürlich eine Reihe von Anbietern, vor allem aus chinesisch-japanischen und chinesisch-amerikanischen Joint Ventures, die eine hohe Qualität aufweisen (Blöcke und Schmuck) und vom Endpreis her, vor allem durch die billigeren Löhne im Herstellungsland, im Vergleich mit europäischen Anbietern/Herstellern günstiger sind.
Für Käufer aus Deutschland ist der Bezug dieser Waren aber meist uninteressant, da durch den Zoll und die zu entrichtenden Gebühren sich die Preise im Niedrigsegment den Preisen von deutschen Goldschmieden anpassen und die chinesischen Joint Ventures so gut wie keinen Mokume-Gane-Schmuck im Mittel- und Hochpreissegment anbieten.

## Belege
1. ↑  Ausführlichere Informationen und Quellangaben können Sie dem Wikipedia-Artikel Damaszener Stahl entnehmen.
2. 1 2  
Verlagsautor: Die japanische Technik des Mokume Gane. In: GZ Goldschmiede Zeitung Seite 75, 7/2004. Rühle-Diebener-Verlag und Agentur GmbH & Co. KG.
3. ↑  
Beispiel neue Legierungen für diesen Bereich:
GZ: Neue Legierung für Mokume Gane. In: Goldschmiedezeitung. 2008.
4. ↑  
Leon Kapp, Hiroko Kapp, Yoshindo Yoshihara: The Craft of the Japanese Sword. Kodansha International, Tokio 1987, ISBN 0-87011-798-X.
5. ↑  
Steve Midgett: Mokume Gane. Theorie und Praxis der japanischen Metallverbindungen (deutsche Ausgabe). 1. Auflage. Wieland, 2005, ISBN 978-3-9808709-8-6.
6. ↑  
Andreas Neumann: Mokume Gane Damast als Beispiel japanischer Entwicklungslinien. In: Offene Abstract und Essay Sammlung der All Asian Society 2000–2007. Astarte Verlag.
7. ↑  
H.S. and Pijanowski: Wood Grained Metal: Mokume-Gane; Neuauflage: 2007-01-26. G.M., 2001.
8. ↑  
Jan Ferguson: Mokume Gane. In: Jewellery Handbooks. A & C Black, London 2003, ISBN 0-7136-6156-9.
9. ↑  
Birgit Laken: metal in motion; Works in Mokumé Gane. In: Katalogausgabe. Lark Books, 1990.
10. ↑  
Maßarbeit statt Massenware. Deutschland im globalen Strukturwandel (broschiert). Deutscher Instituts-Verlag, 2004, ISBN 978-3-602-14682-6.
11. ↑  GZ Internationales Journal für Schmuck und Uhren, Ausgabe Juli/August 2004, Seite 75. Online-Version als PDF (Memento vom 4. März 2016 im Internet Archive)
12. ↑  GZ art & design International Jewelry Magazin Ausgabe Juli/August 2004, Seite 77. Online-Version als PDF
13. ↑  Dr. Andreas Neumann: Mokume Gane Damast als Beispiel japanischer Entwicklungslinien. In: Offene Abstract und Essay Sammlung der All Asian Society 2000–2007. Seiten 84–87. Astarte Verlag.
14. ↑  Bsp.  Mokume Gane Artisten seit 2006
15. ↑  Stemplung: 無上道金 (dt. „beste Weg des Metalls“), Bezeichnung des Silberblockpatentes DE 102009010149 A1/U1, Mokume-Block, 2008 des Goldschmiedemeisters Markus Eckardt; ausgezeichnet mit dem Bundespreis für innovatorische Leistungen für das Handwerk 2009.
16. ↑  Bericht der DHZ
17. 1 2  Namensvorschläge durch Dr. Andreas Neumann All Asian Society 2007 u. 2009. Faxe vorliegend Aussteller Japan im museum. academia wadegotia.
18. ↑  Auch „mas·shiro-gane“, ‚schneeweißes Metall‘. Entwickelt durch Markus Eckardt. Zusammensetzung so gewählt, dass beim Erhitzen der Erhalt der grau-weißen Farbe gesichert ist.
19. ↑  
J. E. Binnion, B. Chaix: Old Process, New Technology: Modern Mokume Gane. 2002.
20. ↑  Mokume Gane Damast Ensdorf: Erste wissenschaftliche Untersuchung zu feuergeschweißtem und diffusionsverschweißtem Mokume Gane Schichtmaterial. Januar 2015, abgerufen am 13. November 2018.
21. 1 2  
Doussier: Rubrik Schmuckproduktionen. In: Doussier Outsourcing Prospekt 02/2007.
22. ↑  Beispiel – Produktkatalog 07/08 der Firma: Yiwu Yueyang Handicrafts Art Co., Ltd., 36, Duqing North Road, Fotang Town; Yiwu; Provinz Zhejiang; Seiten 39–41; Produktionsstätten
23. ↑  
Peter Bach: Outsourcing in Asien. In: Report All Asian Society 4/2007. Astarte Verlag.